# Baculentulus sakayorii
Baculentulus sakayorii är en urinsektsart som beskrevs av Nakamura 1995. Baculentulus sakayorii ingår i släktet Baculentulus och familjen lönntrevfotingar. Inga underarter finns listade.